# 黎坪镇
黎坪镇，是中华人民共和国陕西省汉中市南郑区下辖的一个乡镇级行政单位。

## 行政区划
黎坪镇下辖以下地区：
元坝镇社区、元坝村、七鸭子村、龙山村、瓦石溪村、黎坪村、桃源村、二郎庙村、五郎坝村和松坪村。